# 後藤英
後藤 英（ごとう すぐる）は、フランス、パリを経て、現在は日本在住の作曲家、ニューメディア・アーティスト。

## 略歴
フランス、パリにあるポンピドゥー・センターのイルカム招待作曲家、 研究員、ボルドー芸術大学の准教授を経て、現在は東京芸術大学の教授。TIMESCRAPER MUSICから作品を出版した唯一の日本人作曲家であった。
ボディスーツ、ロボット、プロジェクションマッピングなどの最新技術や自身で開発したプログラムに、映像や作曲した音楽を組み合わせたパフォーマンスを作り上げる。
モーションキャプチャやキネクト、ロボットを用いてインタラクティブな作品、人間と機械、バーチャルとリアリティなどその境界について表現の可能性を追求している。
2009年第53回のヴェネツィア・ビエンナーレではRobotic Music（ロボティック・ミュージック）を上演。オーディオアートの作曲家であると考えられているが、通常のオーケストラやリコーダーソロと弦楽四重奏の作品など、トラディショナルな現代音楽の領域の作品も作曲している。

## 代表作

### ニューメディアアート
- Super Polm（スーパーポルム　ヴァーチャル・ヴァイオリン）
  - 実質的な弦もなければ弓の毛すら存在せず、全てセンサーより構成されているヴァイオリン。プログラミングにより、ありとあらゆる種類の音色を演奏することを可能とした。
- Robotic Music（ロボティック・ミュージック）
  - 楽器を演奏するロボットのプログラムを開発し、長時間の演奏や早いメロディー、低音の演奏など、人間では不可能な演奏をするパフォーマンス。ロボットの技術の進歩を証明するとともに、微妙なニュアンスを含む人間との対比などの問題を示唆する。
- CsO（シーエスオー）
  - フランスの詩人、アントナン・アルトーの「神の審判と決別するために」と、フランスの哲学家、ドゥルーズ＋ガタリの「千のプラトー」に共通するテーマ、"Corps sans Organes"（器官なき身体）からコンセプトを得た作品。二つのテキストを編集したものを録音した音声と、"Artificial Body and Real Body"（人工の身体と本物の身体）をテーマに制作した映像から成る作品。
- Augmented Body and Virtual Body（拡張された身体、ヴァーチャルな身体）、2005年
  - Robotic MusicとBody Suitのプログラムを組み合わせ、ダンサーが遠隔操作で自由にロボットのオーケストラを演奏するパフォーマンス。
- netBody（ネットボディ）：
  - L'homme transcende（ロム・トランセンデ）[2]
    - Body Suit（ボディスーツ）に備え付けられたセンサーによって、パフォーマー自身が楽器の役割を果たすインターフェースになる。肩、足、などあらゆる身体の部分を使うことによって、従来の楽器によって制限された演奏とは異なる表現を可能にする。

  - Cymatics（サイマティクス）[3]
    - 水と非ニュートン流体の液体、スピーカーを使ったインタラクティブ・サウンド・インスタレーション。鑑賞者が持参したポータブルプレイヤーを機械に接続し、その音楽に合わせた振動によって液体で模様を作る。音楽だけでなく、周波数として鑑賞者の身体に振動を与える。

  - Duali（デュアリ）[4]
    - ダンサーの動きを感知するモーションキャプチャと、それに合わせてリアルタイムに音を発生させるプログラム、映像を組み合わせたパフォーマンス。Dualisme（二元論）をテーマに、西洋と東洋、身体と機械などの対立するコンセプトの共存について提言する作品。

  - Hypnoid（ハイプノイド）[5]
    - ダンサーの動きをモーション・キャプチャー・システムであるKinectにより認識し、仮想空間である映像上にアバターとして登場させる現実とバーチャルをインタラクティブに作用させるパフォーマンス。サウンドと映像がリアルタイムに合成される。ダンサーとアバターがステージ上で同時にパフォーマンスをする。

  - Duali Ver.2（デュアリ ヴァージョン2）

### 器楽作品
- レゾナンスII
  - 微分音音高設計のためパッチワークが使用されたオーケストラ作品。

## 出版
書籍
- 『Emprise（エンプリズ）』[注釈 2]スタイルノート、2016年[6]ISBN 978-4-79980-148-2[7]

CD
- 『CsO』BLUE AGE RECORD、アソルハーモニクス、2016年[8]

## 主な受賞歴
- ボストン交響楽団・フェローシップ（アメリカ）
- タングルウッド音楽祭クーセヴィツキー賞（アメリカ）
- ワシントン州マルゼナ国際作曲コンペティションにて第1位（アメリカ、ワシントン州）
- ミュージック・シアター・ナウ・アワード2008（ドイツ、ベルリン）
- バン・ニューメリック4、アンガン・デ・バン・デジタル・アート国際フェスティバル「OFQJダンス・ニューテクノロジー賞」（フランス）
- FileフェスティバルFILE PRIX LUXのElectronic Sonority Honor Award 賞（ブラジル、2010年）
- Action Sharing 2の大賞受賞（イタリア、2011年）
- KAO国際キネティック・アート・コンペティション第2位（アメリカ、2013年）
- アルスエレクトニカデジタル・ミュージック&サウンド・アート栄誉賞（オーストリア、2013年）